# Ivo Mazzucchelli

a Compétitions nationales et continentales officielles uniquement.

b Matchs officiels uniquement.
Ivo Mazzucchelli, né à Rome le 24 avril 1943, est un joueur entraîneur italien de rugby à XV.
Mazzucchelli évoluait au poste de seconde ligne et compte 20 sélections en équipe d'Italie de rugby à XV.

## Biographie
Né à Rome en 1943, Mazzucchelli débute par la natation, car son père est magasinier du complexe CONI des piscines Foro Italico. Ainsi, il intègre la section natation du SS Lazio à l'âge de 15 ans après avoir été remarqué par certains observateurs du club. Par la suite, il s'oriente vers le water-polo et, une fois devenu adulte, est convoqué en 1961 à une audition par la section rugby du club omnisports : le Polisportiva SS Lazio Rugby 1927.
L'essai est concluant, et Mazzucchelli débute en équipe première dès le début de la saison suivante dans un rôle de deuxième ligne.
En 1965, il fait ses débuts internationaux à Pau au stade de la Croix du Prince pour le match annuel de Pâques contre la France, qui se solde par une défaite 0-21.
Après la Lazio, Ivo Mazzucchelli rejoint le Rugby Rome puis le Rugby Parme ; en 1975, lors du match de Coupe d'Europe contre la Roumanie, il était capitaine de l'équipe nationale pour la première et unique fois, menant l'équipe à un match nul 3-3. Un an plus tard, il termine sa carrière internationale, à Parme, à nouveau en Coupe d'Europe contre la Roumanie, ainsi qu'en club.
Dès la fin de sa carrière de compétiteur, il se consacre à son activité de biologiste nutritionnel, avec un intérêt particulier pour la nutrition dans le sport ; Mazzucchelli entraine le Polisportiva SS Lazio Rugby 1927 pendant une saison en 1984 , il est également responsable de la section jeunes du même club et a enseigné les sciences de la nutrition à l'ancienne ISEF de Rome.
A l'occasion des élections régionales dans le Latium en 2010, il est candidat au poste de conseiller sur la liste de soutien à Emma Bonino.